# سروکاج باریک
سروکاج باریک (نام علمی: Callitris preissii) نام یک گونه از سرده سروکاج‌ها است.